# Capasa binexata
Capasa binexata är en fjärilsart som beskrevs av Walker 1862. Capasa binexata ingår i släktet Capasa och familjen mätare. Inga underarter finns listade i Catalogue of Life.